# Mats Olsson
Pour les articles homonymes, voir Olsson.
Ne doit pas être confondu avec Matts Olsson, skieur alpin suédois, ou Staffan Olsson, handballeur suédois évoluant au poste d'arrière.
Mats Olsson, né le 12 janvier 1960 à Malmö, est un ancien joueur suédois de handball, évoluant au poste de gardien de but. Il est notamment champion du monde 1990, championnat d'Europe 1994 et double vice-champion olympique en 1992 et 1996.
En 2010, il a été l'un des quatre gardiens de buts nommés par l'IHF à l'élection du meilleur gardien de tous les temps, élection remportée par Thierry Omeyer

## Palmarès

### En sélection nationale
- Jeux olympiques[3]
  -  Médaille d'argent aux Jeux olympiques de 1996 à Atlanta,  États-Unis
  -  Médaille d'argent aux Jeux olympiques de 1992 à Barcelone,  Espagne
  - 5e place aux Jeux olympiques de 1988 à Séoul,  Corée du Sud
  - 5e place aux Jeux olympiques de 1984 à Los Angeles,  États-Unis
- Championnat du monde
  -  Médaille d'or au Championnat du monde 1990,  Tchécoslovaquie
  -  Médaille d'argent au Championnat du monde 1997,  Japon
  -  Médaille de bronze au Championnat du monde 1995,  Islande
  -  Médaille de bronze au Championnat du monde 1993,  Suède
- Championnat d'Europe
  -  Médaille d'or au Championnat d'Europe 1994,  Portugal

### En clubs
Compétitions internationales
- Vainqueur de la Ligue des champions (1) : 1994
- Vainqueur de la Coupe d'Europe des vainqueurs de coupe (1) : 1990
- Vainqueur de la Coupe de l'IHF (1) : 1993

Compétitions nationales
- Vainqueur du Championnat d'Espagne (2) : 1993, 1994
- Vainqueur de la Coupe du Roi (Espagne) (1) : 1989

### Distinctions personnelles
- Élu meilleur gardien au Championnat du monde 1997
- Nommés à l'élection du meilleur gardien de tous les temps[4]
- Nommés à l'élection du meilleur handballeur mondial de l'année en 1987 et 1994